# Autoicomyces aquatilis
Autoicomyces aquatilis är en svampart som tillhör divisionen sporsäcksvampar, och som först beskrevs av François Picard, och fick sitt nu gällande namn av Isabelle Irene Tavares. Autoicomyces aquatilis ingår i släktet Autoicomyces, och familjen Ceratomycetaceae. Arten är reproducerande i Sverige.